# Този неясен обект на желанието
„Този неясен обект на желанието“ (на френски: Cet obscur objet du désir) е френско-испански трагикомичен филм от 1977 година на режисьора Луис Бунюел по негов сценарий в съавторство с Жан-Клод Кариер. Това е последният филм в дългогодишната кариера на Бунюел. Главната мъжка роля се изпълнява от Фернандо Рей, а главната женска роля - едновременно от Карол Буке и Анхела Молина.

## Сюжет
Сюжетът се основава на романа на Пиер Луис „Жената и куклата“ и описва възрастен мъж, влюбен в млада жена, която непрекъснато му се изплъзва.

## В ролите
| Изпълнител                 | Роля               |
| -------------------------- | ------------------ |
| Фернандо Рей               | Матей              |
| Карол Буке / Анхела Молина | Кончита            |
| Андре Вебер                | Момчето            |
| Жулиен Берто               | Съдията            |
| Милена Вукотич             | Жената във влака   |
| Мария Аскерино             | Майката на Кончита |
| Пиерал                     | Психологът         |

## Награди
- Номинация за Оскар за най-добър неанглоезичен филм (1978)
- Номинация за Оскар за най-добър адаптиран сценарий (1978)
- Номинация за Сезар за най-добър режисьор (1978)
- Номинация за Сезар за най-добър сценарий (1978)
- Номинация за Златен глобус за най-добър чуждестранен филм (1978)
- Награда на Círculo de Escritores Cinematográficos (Испания) за най-добър режисьор (1979)
- Награда на Лосанджелиската асоциация на филмовите критици (САЩ) за най-добър чуждестранен филм (1977)